# Forgejo
Forgejo est une forge logicielle libre et opensource, écrite en langage Go et dont l'interface web contient du JavaScript pour sa partie dynamique, elle présente une interface web complète.

## Historique
Le projet est un fork de Gitea (lui-même fork de Gogs) initié par les contributeurs à Codeberg (en) en décembre 2022. Codeberg est le premier service ouvert au public à migrer vers Forgejo début 2023 et en décembre 2024 le projet Fedora prend la décision de migrer sous Forgejo.
Initialement sous licence MIT, Forgejo est publié sous licence GPLv3+ à partir de la version 9.0 à la suite d'un changement intervenu en août 2024.
À l'origine Forgejo est un “soft fork” et suit le rythme de publication et l'architecture de Gitea auquel il ajoute des fonctionnalités et des correctifs. La décision est prise en 2024 de devenir un “hard fork“,, date à partir de laquelle ces décisions sont prises indépendamment. Par exemple, le rythme de publication change pour suivre un calendrier fixé à l'avance et la partie de l'architecture reposant sur Go-git est supprimée.

## Fonctionnalités
- gestion de code source : hébergement et la gestion de dépôts Git, offrant des fonctionnalités similaires à celles de GitHub [13],[9].
- collaboration : outils pour les pull requests, la gestion des bugs, des wikis et des tableaux de type Kanban pour le suivi des projets [9].
- automatisation : prise en charge l'intégration continue (continuous integration - CI/CD) via les « Forgejo Actions », permettant l'automatisation  directement depuis le dépôt [9].
- autohébergement : conçu pour être installé et maintenu, y compris sur des machines aux ressources limitées[9].
- authentification : annuaire LDAP, l'authentification OAuth [6].
- fédération : de différentes forges par ActivityPub était une intégration en cours en août 2023[14].